# Burfiske

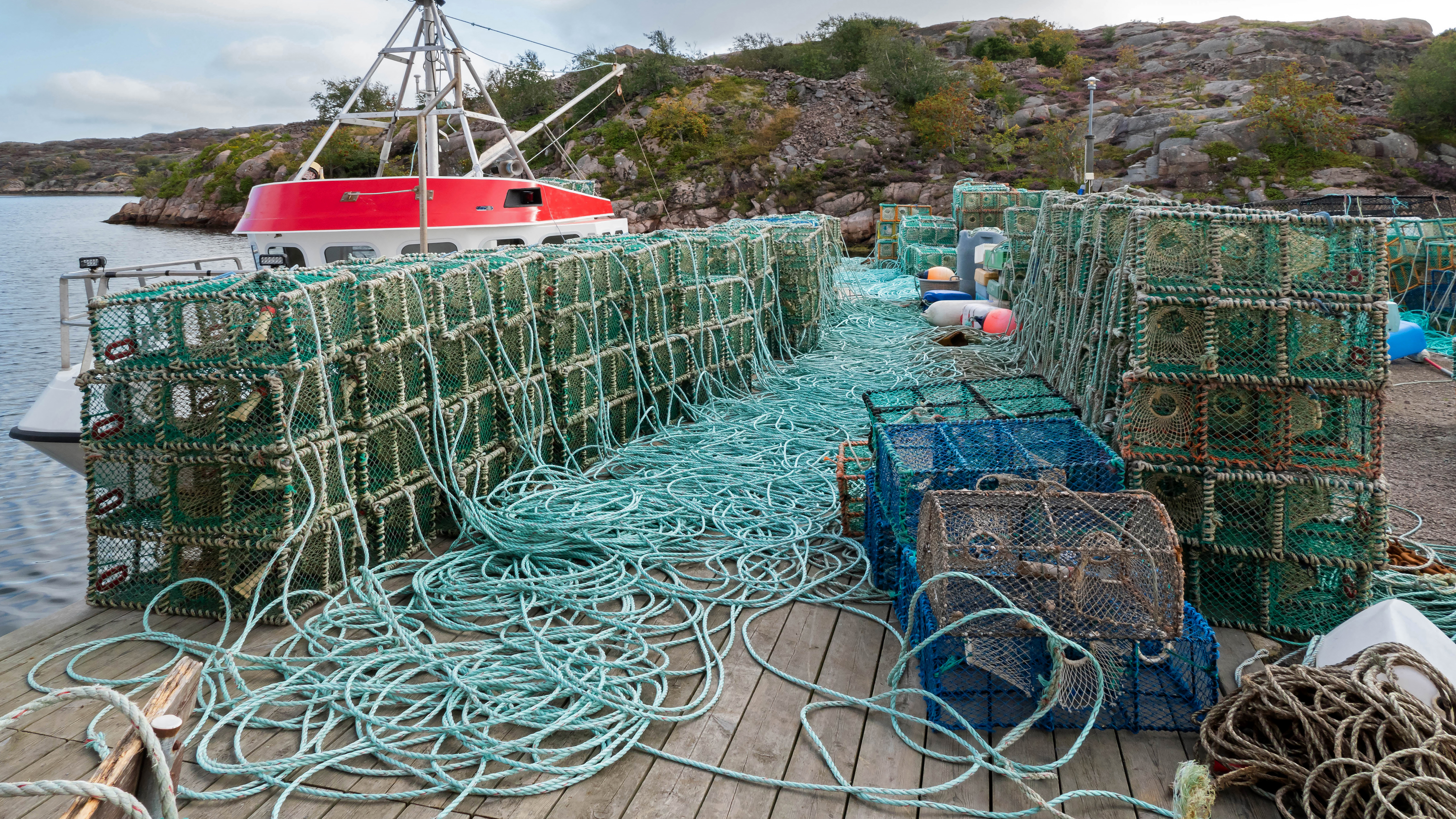
Burar för hummer- och havskräftefiske i Norra Grundsund, Lysekils kommun.

Burfiske är fiske som bedrivs med burar. Främst fiskas havskräfta och hummer, men även krabba och torsk. Vanligtvis sker fiskandet från jullar med dragare på. Vid fritidsfiske med bur av exempelvis havskräfta får högst sex burar användas.